# Rodolfo de Melo
Rodolfo Alves de Melo, kurz Rodolfo, (* 19. März 1991 in Santos) ist ein brasilianischer Fußballspieler.

## Karriere
Der Torhüter war bei Paraná Clube und in der Juniorenmannschaft von Internacional, ehe er 2011 zu Athletico Paranaense wechselte. Im Mai 2012 gab er im Spiel gegen Joinville sein Debüt in der Série B. Nach einem positiven Dopingtest im 2012 wurde er allerdings für ein Jahr gesperrt. 2015 wurde Rodolfo an Ferroviária ausgeliehen, mit dem er die Série A-2 der Staatsmeisterschaft von São Paulo gewann. Danach kehrte er zurück zu Paranaense, das gleichzeitig in die Série A aufgestiegen war. Im Dezember 2015 hatte Rodolfo seinen ersten Einsatz in der Série A beim Spiel gegen den FC Santos. Zu Beginn Saison 2016 startete der Spieler zunächst wieder mit Ferroviária in die Staatsmeisterschaften, erneut als Leihgabe. Für die Série A 2016 kehrte er wieder zu Athletico zurück, kam aber zu keinen Einsätzen.
2017 wechselte Rodolfo zum Oeste FC in die Série B. Beim Klub wurde er Stammtorhüter. Kurz nach Beginn der Spiele um die Staatsmeisterschaften 2018, verlieh ihn der Klub an Fluminense Rio de Janeiro. Hier wurde er wieder nur Reservetorhüter, wechselte aber trotzdem zur Saison 2019 fest zu dem Klub. Im Mai 2019 wurde bekannt, dass ein Dopingtest bei Rodolfo positiv ausfiel. Der Test wurde nach dem Hinspiel in der zweiten Runde der Copa Sudamericana 2019 gegen Atlético Nacional vorgenommen. Obwohl nur Reservespieler, wurde er zum Test gelost. Dieser wies eine positive Reaktion auf Kokain auf. Rodolfo verzichtete auf den Test der B-Probe und wurde vom Spielbetrieb suspendiert. Nach seiner mehrmonatigen Sperre kam er zu keinen Einsätzen mehr. 2021 wurde er an Oeste ausgeliehen, 2022 wechselte er fest dorthin. Seitdem tingelt er durch unterklassige Klubs.

## Erfolge
Ferroviária
- Staatsmeisterschaft von São Paulo Série A2: 2015

Fluminense
- Taça Rio: 2018